# Llei de Govern Local de 1972
La Llei de Govern Local de 1972 (en anglès Local Government Act 1972) és una llei del Parlament del Regne Unit que va reformar el govern local a Anglaterra i al País de Gal·les a partir de l'1 d'abril de 1974.
El seu disseny de dos nivells de poder, que consta dels ajuntaments dels comtats metropolitans i no metropolitans i dels ajuntaments dels districtes, encara s'utilitza a extenses àrees d'Anglaterra. Tot i que els ajuntaments dels comtats no metropolitans van ser abolits el 1986, van ser reemplaçats per autoritats unitàries en moltes zones en els anys 1990. A Gal·les, un disseny similar de comtats i districtes va ser instaurat, però va anar enterament reemplaçat pel sistema d'autoritats unitàries. A Escòcia, la Llei de Govern Local (Escòcia) de 1973 va imposar un sistema equivalent de Regions i districtes d'Escòcia a partir de 1975; no obstant això, va ser substituït pel sistema d'àrees del consell unitari de 1996.

## Mapa
| Anglaterra | |                          |
| 1. Northumberland 2. Tyne and Wear † 3. Comtat de Durham 4. Cleveland 5. North Yorkshire 6. Cumbria 7. Lancashire 8. Merseyside † 9. Greater Manchester † 10. West Yorkshire † 11. South Yorkshire † 12. Humberside 13. Lincolnshire 14. Nottinghamshire 15. Derbyshire 16. Cheshire 17. Shropshire 18. Staffordshire 19. West Midlands † 20. Warwickshire 21. Leicestershire 22. Northamptonshire 23. Cambridgeshire | 1. Norfolk 2. Suffolk 3. Essex 4. Hertfordshire 5. Bedfordshire 6. Buckinghamshire 7. Oxfordshire 8. Gloucestershire 9. Hereford and Worcester 10. Avon 11. Wiltshire 12. Berkshire 13. Gran Londres * 14. Kent 15. East Sussex 16. West Sussex 17. Surrey 18. Hampshire 19. Illa de Wight 20. Dorset 21. Somerset 22. Devon 23. Cornualla | Divisió a partir de 1974 |
| Gal·les | | Divisió a partir de 1974 |
| 1. Gwent 2. South Glamorgan 3. Mid Glamorgan 4. West Glamorgan | 1. Dyfed 2. Powys 3. Gwynedd 4. Clwyd | Divisió a partir de 1974 |
| † comtat metropolità * 'àrea administrativa' creada per l'anterior legislació | |                          |